# Muzeum protestantismu (Cieszyn)
Muzeum protestantismu (Muzeum Protestantyzmu) v Polském Těšíně ve Slezském vojvodství v Polsku, je kulturní instituce provozovaná Evangelicko-augsburskou farností v Polském Těšíně.
Muzeum bylo otevřeno roku 2009.
Muzeum se nachází na druhé empoře levé lodi Ježíšova kostela. Zahrnuje jak stálou expozici, přibližujcí dějiny protestantismu na Těšínsku od reformace až do současnosti, tak i časové výstavy.
Kromě muzea těšínská farnost provozuje jako druhou kulturní instituci Knihovnu a archiv B. R. Tschammera.

## Fotogalerie (exponáty)

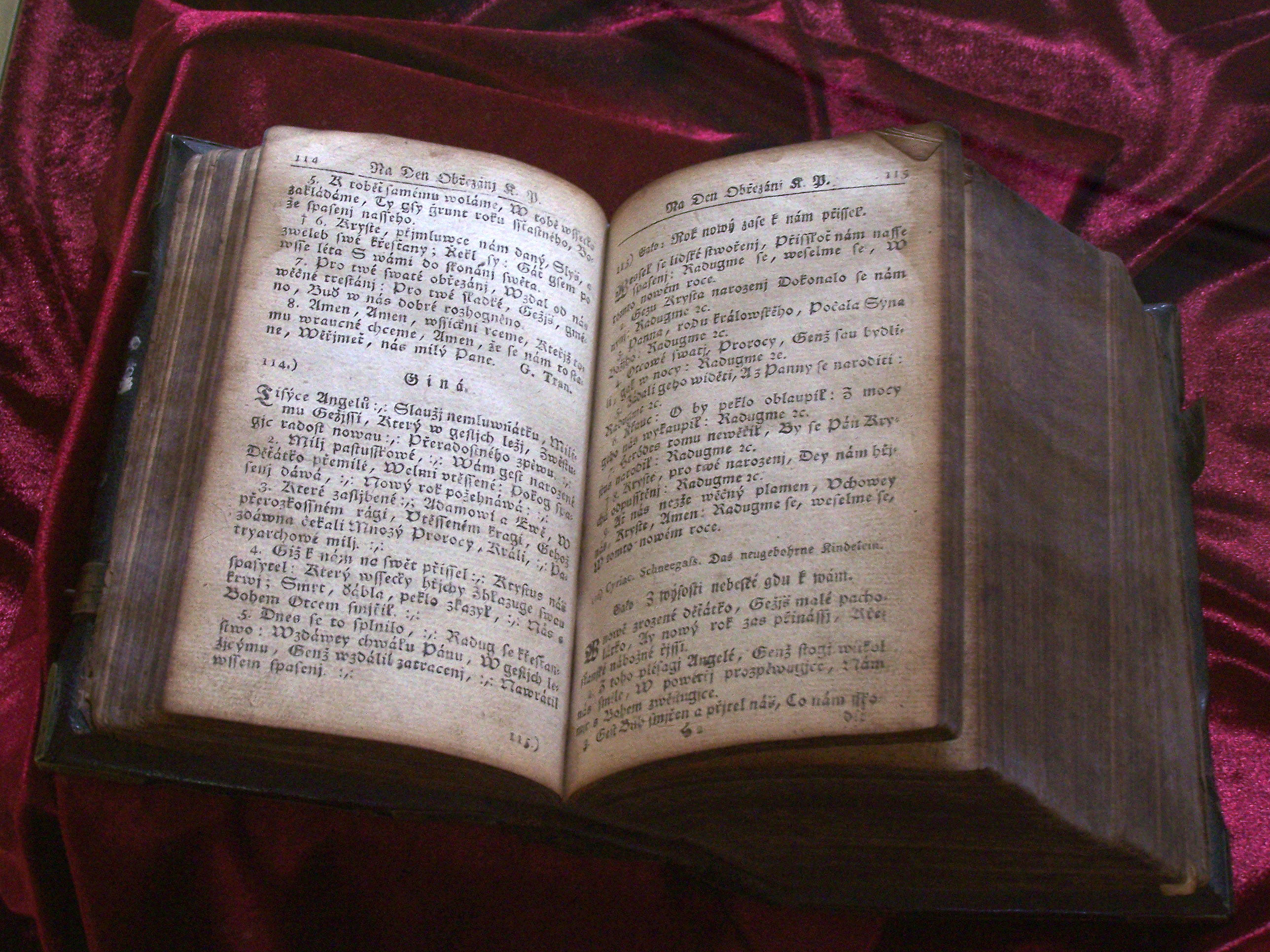
Cithara sanctorum
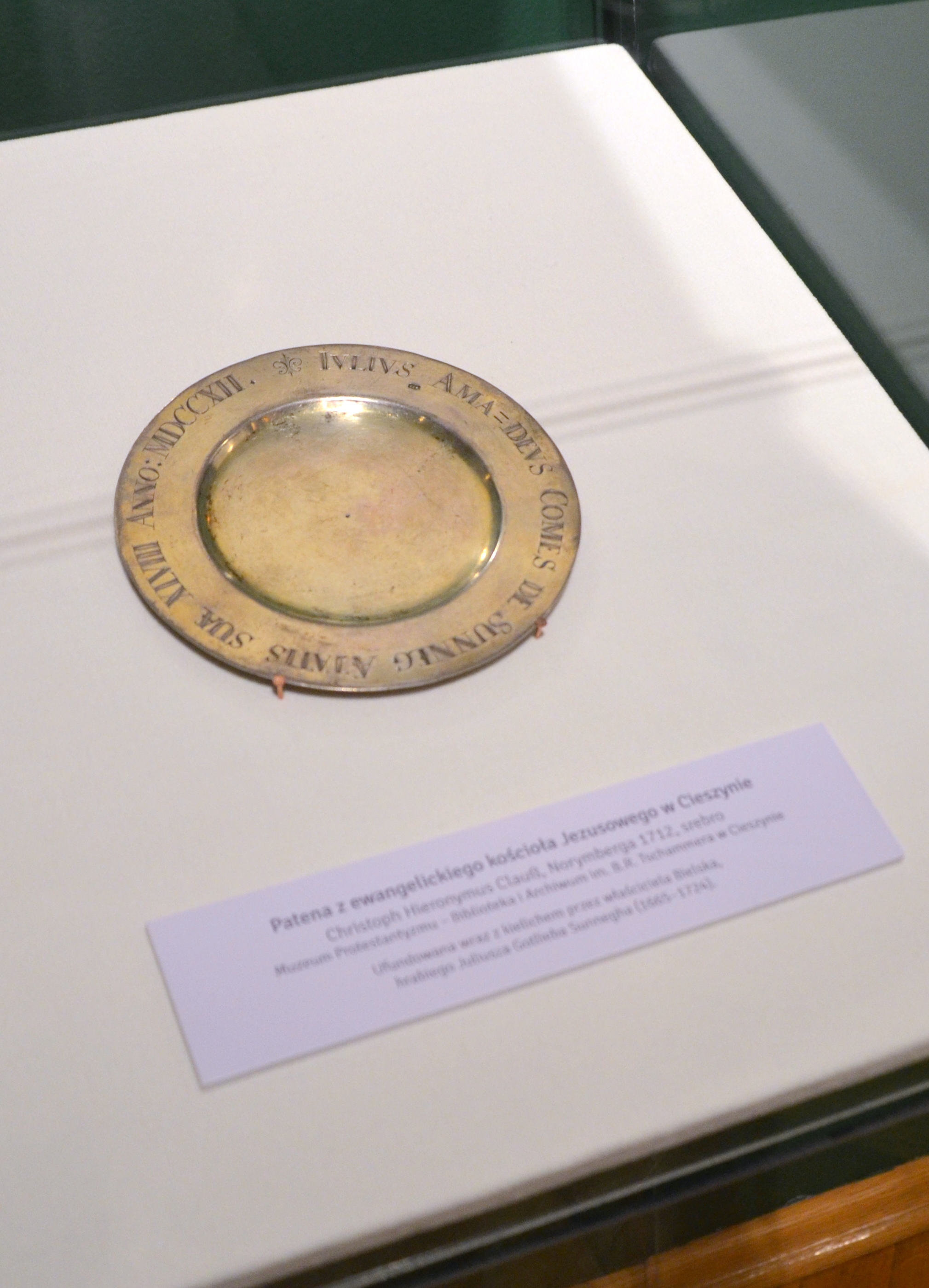
Patena z roku 1712